# Nate Archibald
Nathaniel „Tiny“ Archibald (* 2. September 1948 in New York City, New York) ist ein ehemaliger US-amerikanischer Basketballspieler.
Zwischen 1970 und 1984 spielte er in der NBA für die Cincinnati Royals/Kansas City Kings, New York Nets, Boston Celtics und Milwaukee Bucks. Archibald ist 1,83 Meter groß und spielte auf der Position des Point Guards. Er war der erste und bisher einzige Spieler, der die NBA in einer Saison in Punkten, als auch in Assists anführen konnte. Diese Errungenschaft gelang ihm in der Saison 1972/73, als er im Durchschnitt 34 Punkte und 11,4 Assists pro Spiel erzielte.
Archibald war ein guter Passgeber und ein guter Schütze aus der Mitteldistanz. Es waren jedoch seine Schnelligkeit, sein Tempo und seine Wendigkeit, die es ihm schwer machten, im offenen Spielfeld bewacht zu werden, da er auf seinem Weg zum Korb regelmäßig an Verteidigern vorbeizog. Diese Vielseitigkeit verhalf Archibald dazu, dass er in der gleichen Saison (1972–73) in der NBA sowohl in der Punkte- als auch in der Assistwertung führend war, was ihn zum ersten von nur zwei Spielern in der Geschichte der Liga machte, denen dies gelang.
Archibald wurde während seiner Laufbahn in der NBA dreimal in das All-NBA First Team berufen (1973, 1975, 1976). Zudem wurde er sechsmal in ein NBA All-Star Team gewählt, wobei er ein Mal (1981) zum MVP des All-Star Games ernannt wurde. Im selben Jahr (1981) gewann er mit den Boston Celtics seine erste und einzige Meisterschaft.
Archibald wurde 1991 in die Naismith Memorial Basketball Hall of Fame aufgenommen. Die Kings ehrten Archibald, indem sie seine Trikotnummer 10 zurückzogen.

## Frühes Leben
Archibald, der in einem rauen Viertel in der South Bronx in New York City aufwuchs, war eine Legende auf dem Spielplatz. Er spielte nur anderthalb Jahre lang Highschool-Basketball und wurde als Zehntklässler aus dem Kader der DeWitt Clinton High School gestrichen. Als Junior kehrte er in das Team zurück. Während seiner Zeit ohne Basketball spielte Archibald kurz mit dem Gedanken, die Schule abzubrechen, nachdem er in den vergangenen Jahren häufig die Schule geschwänzt hatte. Doch mit Hilfe von zwei Mentoren, Floyd Layne und Pablo Robertson, schaffte Archibald die Wende. Robertson, ein ehemaliger Spitzenspieler am Loyola College in Chicago und Spielplatzimpresario in Harlem, New York, hatte den begabten, sprunghaften Archibald auf dem Spielplatz gesehen und überzeugte den Highschool-Trainer des jungen Mannes, ihn wieder in die Mannschaft aufzunehmen.
Obwohl der schüchterne, ruhige Teenager als Jugendlicher nur in wenigen Spielen zum Einsatz kam, entwickelte er sich zu einem Highschool-Star und wurde 1966 zum Mannschaftskapitän und in die All-City-Auswahl gewählt. Abseits des Platzes begann Archibald, regelmäßig die Schule zu besuchen und arbeitete an der Verbesserung seiner schlechten schulischen Leistungen, die die meisten Colleges davon abhielten, ihm ein Stipendium anzubieten.

## Collegekarriere
Um seine Chancen auf einen Platz im College-Basketball zu verbessern, schrieb sich Archibald am Arizona Western College ein und wechselte im folgenden Jahr an die University of Texas at El Paso (UTEP). In El Paso spielte er von 1967 bis 1970 unter dem berühmten Trainer Don Haskins drei herausragende Spielzeiten.

## Profikarriere

### Cincinnati Royals / Kansas City-Omaha / Kansas City Kings (1970–1976)
Archibald wurde in der zweiten Runde des NBA-Drafts 1970 (19. Pick) von den Cincinnati Royals ausgewählt. Er wurde auch von den Texas Chaparrals der American Basketball Association gedraftet. Bei seinem NBA-Debüt erzielte Archibald 17 Punkte und sieben Assists bei einer 128:104-Niederlage gegen die New York Knicks. Am 13. März 1971 erzielte Archibald bei einem 136:127-Sieg gegen die Atlanta Hawks 47 Punkte und stellte damit seinen damaligen Karrierehöchstwert ein.
Am 18. November 1972 erzielte Archibald 51 Punkte und 14 Assists bei einem 127:117-Sieg gegen die Houston Rockets.
In der Saison 1972–73 führte Archibald die NBA in der Punkte- und Assistwertung an (mit 34 Punkten und 11,4 Assists in 46 Minuten pro Spiel, wobei alle drei Durchschnittswerte Karrierehöchstwerte darstellten) und wurde so zum ersten Spieler, der die Titel in beiden Kategorien in der gleichen Saison gewann (in der Saison 1967–68 führte Oscar Robertson die NBA in den Kategorien Punkte und Assists pro Spiel an, gewann aber nicht die Titel, da sie damals auf Summen und nicht auf Durchschnittswerten beruhten).Archibalds Punktedurchschnitt von 34,0 Punkten pro Spiel brach den NBA-Rekord für einen Guard und ist bis heute (2023) ein Rekord für Point Guards. Seine 910 Assists in dieser Saison (11,4 Assists pro Spiel) waren damals ebenfalls ein NBA-Rekord und brachen die Marke von Guy Rodgers (908). In dieser Saison wurde er von der Sporting News zum NBA-MVP ernannt.
In den NBA-Playoffs 1975 erreichte Archibald zum ersten Mal in seiner Karriere die Postseason, nachdem die damaligen Kansas City Kings die reguläre Saison mit 44:38 beendet hatten. Archibald erzielte durchschnittlich 20,2 Punkte und 5,3 Assists, als er in der ersten Runde der Serie gegen Bob Love und die Chicago Bulls verlor.
Archibald war Spieler der Royals/Kings von 1970 bis 1976.

### New York Nets (1976–1977)
Obwohl Archibald der beliebteste Spieler der Kings war, wurde er 1976 für zwei Erstrunden-Draft-Picks (den zukünftigen All-Star Otis Birdsong und den Rookie des Jahres Phil Ford), Jim Eakins und Brian Taylor an die New York Nets verkauft.
Archibald erzielte in seinen 34 Spielen bei den Nets durchschnittlich nur 20,5 Punkte pro Spiel.

### Buffalo Braves (1977–1978)
Archibald, der während der Saison 1976–77 lange verletzt war, wurde vor der Saison 1977–78 von den Nets an die Buffalo Braves verkauft, wiederum für zwei Draft Picks der ersten Runde (dieses Mal für den bekannten Verteidiger Micheal Ray Richardson und den erfolgreichen Scorer Clifford Robinson) sowie für George Johnson. Archibald riss sich die Achillessehne und bestritt nie ein reguläres Saisonspiel für die Braves.

### Boston Celtics (1978–1983)
Buffalo handelte Archibald vor Beginn der nächsten Saison im Rahmen eines Deals mit sieben Spielern an die Boston Celtics. Seine Karriere bei den Celtics begann schlecht. Er hatte 20 Pfund Übergewicht, passte sich aber an und half den Celtics, drei Jahre in Folge (1979–1982) die beste Bilanz in der NBA zu erzielen. Archibald gewann seine erste und einzige NBA-Meisterschaft mit den Boston Celtics in der Saison 1980/81 an der Seite des jungen NBA-Stars Larry Bird. In Spiel 6 der NBA-Finals 1981 erzielte Archibald 13 Punkte und 12 Assists, als die Celtics die Serie gegen die Houston Rockets beendeten.
Am 15. Februar 1982 erzielte Archibald beim 145:144-Sieg gegen die Denver Nuggets mit 23 Assists die höchste Quote seiner Amtszeit bei den Celtics.

### Milwaukee Bucks (1983–1984)
Nachdem er von den Celtics freigestellt wurde, spielte Archibald die Saison 1983–84 bei den Bucks; dies war seine letzte Saison. Er begann als Point Guard in allen 46 Spielen, die er spielte.

## Legacy
Archibald wurde dreimal in das erste Team der All-NBA gewählt (1973, 1975, 1976) und zweimal in das zweite Team der All-NBA (1972, 1981). Er wurde siebenmal in das NBA-All-Star-Game gewählt (1973, 1974, 1975, 1976, 1980, 1981 und 1982) und wurde 1981 zum MVP des NBA-All-Star-Games ernannt. Archibald führte die NBA dreimal in der Anzahl der getroffenen Freiwürfe und zweimal in der Anzahl der Freiwurfversuche an. Er bestritt 876 Profispiele, erzielte 16.841 Punkte (18,8 Punkte pro Spiel) und verteilte 6.476 Assists. Er wurde 1996 zu einem der 50 größten Spieler der NBA-Geschichte ernannt. Im Jahr 1991 wurde Archibald in die Naismith Basketball Hall of Fame in Springfield, MA, und in die New York City Basketball Hall of Fame in NYC aufgenommen. Im Jahr 2021 wurde er als Teil des NBA-Jubiläumsteams zum 75-jährigen Bestehen der NBA angekündigt. Anlässlich des 75-jährigen Jubiläums der NBA erstellte The Athletic eine Rangliste der 75 besten Spieler aller Zeiten und nannte Archibald als 67. größten Spieler der NBA-Geschichte.
Informeller Spitzname in Omaha, zusätzlich zu „Tiny“: Nate „The Skate“ Archibald, aufgrund seiner Fähigkeit, an seinen Gegnern „vorbeizuschlittern“.

## Karriere als Trainer
Archibald war Assistenztrainer und verbrachte eine Saison an der University of Georgia und zwei bei Texas-El Paso (wo er mit Tim Hardaway zusammenarbeitete). Er trainierte auch die New Jersey Jammers in der USBL und in einer Bostoner Freizeitliga.
Archibald war 2001 Trainer in der National Basketball Development League. Ein Jahr später trat er zurück, um eine Stelle in der Abteilung für Community Relations der NBA anzunehmen. Archibald wurde 2004 auch zum Cheftrainer der Long Beach Jam in der wiederbelebten ABA ernannt, trat aber schließlich am 17. Januar 2005 während der zweiten und letzten Saison in der ABA zurück. Die Long Beach Jam zogen später nach Bakersfield, als sie 2006 in die NBA Development League aufstiegen, und sind jetzt die Motor City Cruise für die NBA G League.

## Privatleben
Archibald schloss sein Bachelor-Studium an der University of Texas-El Paso ab, indem er drei aufeinanderfolgende Sommer vor Beendigung seiner NBA-Karriere zurückkehrte. Anschließend unterrichtete er im Schulsystem von New York City und besuchte die Abendschule der Fordham University. Archibald erhielt 1990 einen Master-Abschluss von der Fordham University und 1994 ein Fachdiplom für Aufsicht und Verwaltung. Im Jahr 2000 begann er ein Fernstudium zur Erlangung des Doktortitels an der California Coast University, brach das Studium jedoch ab, weil ihm „die finanziellen Mittel und die Motivation für ein Fernstudium fehlten“. Archibald hat erklärt, dass er hofft, das Studium in Zukunft an der Fordham University abschließen zu können.[19]